# Канаб (Јута)
Канаб (енгл. Kanab) град је у америчкој савезној држави Јута.

## Демографија
По попису из 2010. године број становника је 4.312, што је 748 (21,0%) становника више него 2000. године.
| Група             | 2000.         | 2010.         |
| Белци             | 3.414 (95,8%) | 4.017 (93,2%) |
| Афроамериканци    | 2 (0,1%)      | 12 (0,3%)     |
| Азијати           | 9 (0,3%)      | 12 (0,3%)     |
| Хиспаноамериканци | 67 (1,9%)     | 180 (4,2%)    |
| Укупно            | 3.564         | 4.312         |